# Флах, Леон
Ле́он Максимилиа́н Флах (англ. и нем. Leon Maximilian Flach; 28 февраля 2001, Хамбл, Техас, США) — американский и немецкий футболист, игрок клуба «Филадельфия Юнион», выступающий на позициях полузащитника и левого защитника.

## Биография

### Ранние годы
Флах родился в семье немцев в Техасе, где работал его отец. Когда ему было полтора года, его семья вернулась в Германию.
Флах начал заниматься футболом в возрасте 5 лет в команде «Зерецер». В возрасте 7 лет был принят в академию клуба «Любек». В возрасте 15 лет перешёл в академию клуба «Санкт-Паули»

### Клубная карьера
Свой первый профессиональный контракт с «Санкт-Паули» Флах подписал 8 февраля 2018 года в возрасте 16 лет. За основной состав клуба начал выступать с сезона 2020/21. Его профессиональный дебют состоялся 27 сентября 2020 года в матче второго тура Второй Бундеслиги сезона 2020/21 против «Хайденхайма», в котором он вышел на замену на 84-й минуте вместо Яннеса Викхоффа. 3 января 2021 года в матче против «Гройтер Фюрта» забил свой первый гол в профессиональной карьере.
31 марта 2021 года Флах расторг контракт с «Санкт-Паули», действовавший до июня 2022 года, по обоюдному согласию сторон и перешёл в клуб MLS «Филадельфия Юнион», подписав двухлетний контракт с опцией продления ещё на два года. Предполагаемая сумма трансфера составила 250 тыс. евро (около 300 тыс. долларов). За американский клуб он дебютировал 7 апреля в первом матче ⅛ финала Лиги чемпионов КОНКАКАФ 2021 против коста-риканской «Саприссы». В MLS дебютировал 18 апреля в матче стартового тура сезона 2021 против «Коламбус Крю». В матче против «Коламбус Крю» 3 октября забил свой первый гол в MLS. По окончании сезона 2022 «Филадельфия Юнион» задействовала опцию продления контракта с Флахом.

### Международная карьера
Весной 2019 года Флах сыграл два матча за сборную Германии до 18 лет — против Австрии и Бельгии.
В январе 2020 года Флах принял участие в тренировочном лагере сборной США до 20 лет и сыграл в двух товарищеских матчах со сверстниками из Мексики.
Флах был включён в расширенную заявку сборной США на Золотой кубок КОНКАКАФ 2021 из 59 игроков, но в окончательный состав из 23 игроков не попал.

## Статистика выступлений
| Выступление                | Выступление               | Выступление      | Лига | Лига | Кубок | Кубок | Континент | Континент | Прочие | Прочие | Итого | Итого |
| Клуб                       | Лига                      | Сезон            | Игры | Голы | Игры  | Голы  | Игры      | Голы      | Игры   | Голы   | Игры  | Голы  |
| -------------------------- | ------------------------- | ---------------- | ---- | ---- | ----- | ----- | --------- | --------- | ------ | ------ | ----- | ----- |
| Санкт-Паули                | 2-я Бундеслига            | 2020/21          | 9    | 1    | 0     | 0     | —         | —         | —      | —      | 9     | 1     |
| Санкт-Паули II (фарм-клуб) | Региональная лига «Север» | 2019/20          | 0    | 0    | —     | —     | —         | —         | —      | —      | 0     | 0     |
| Санкт-Паули II (фарм-клуб) | Региональная лига «Север» | 2020/21          | 3    | 1    | —     | —     | —         | —         | —      | —      | 3     | 1     |
| Санкт-Паули II (фарм-клуб) | Итого                     | Итого            | 3    | 1    | —     | —     | —         | —         | —      | —      | 3     | 1     |
| Филадельфия Юнион          | MLS                       | 2021             | 34   | 1    | —     | —     | 6         | 0         | 3      | 0      | 43    | 1     |
| Филадельфия Юнион          | MLS                       | 2022             | 34   | 0    | 1     | 0     | —         | —         | 3      | 1      | 38    | 1     |
| Филадельфия Юнион          | MLS                       | 2023             | 25   | 1    | 1     | 0     | 7         | 0         | 2      | 0      | 35    | 1     |
| Филадельфия Юнион          | Итого                     | Итого            | 93   | 2    | 2     | 0     | 13        | 0         | 8      | 1      | 116   | 3     |
| Всего за карьеру           | Всего за карьеру          | Всего за карьеру | 105  | 4    | 2     | 0     | 13        | 0         | 8      | 1      | 128   | 5     |

Источники: Transfermarkt, Soccerway, fussballdaten.